# Хамід Жніна
Хамід Жніна, згідно частини джерел Жаніна (араб. حامد جنینه, нар. 29 серпня 1958, Кенітра) — марокканський футболіст, що грав на позиції нападника. На клубному рівні Жніна виступав у складі клубу «Кенітра». У 1977 році футболіст у складі молодіжної збірної Марокко брав участь у першому молодіжному чемпіонаті світу. У 1984 році Жніна у складі олімпійської збірної Марокко брав участь у літніх Олімпійських іграх 1984 року, де зіграв 1 матч. У 1989 році Хамід Жніна зіграв 1 товариський матч у складі національної збірної Марокко.